# Jean Raikem
Jean "Joseph" Raikem, né le 28 avril 1787 à Liège, où il meurt le 24 janvier 1875, est un avocat et un homme d’État belge.

## Biographie
Il fait ses études de droit à l'École de droit de Bruxelles (Université impériale) et exerce la profession d'avocat à Liège pour devenir bâtonnier du barreau de Liège.
De tendance catholique, Joseph Raikem fait partie, comme ministre de la justice, du gouvernement de Muelenaere du 24 juillet 1831 au 20 octobre 1832. Il est président de la Chambre de 1832 à 1839. Il redevient ministre de la justice le 8 juin 1839, lors de la réorganisation du Gouvernement de Theux I. En 1843, il subit à Liège un échec cuisant aux élections législatives.
Joseph Raikem quitte la vie politique belge en 1848 et retourne comme procureur général près la cour de Liège jusqu'au 25 juillet 1867. Après sa mise à la retraite, il se réinscrit au barreau de Liège et est élu bâtonnier en 1868. Il termine sa vit en écrivant, notamment la brochure intitulée Quelques événements du temps de Notger ou encore deux volumes Coutumes du pays de Liège. Grand cordon de l'ordre de Léopold, chevalier de la Légion d'honneur.

## Carrière
- 1809-1829 : il est successivement avocat et bâtonnier du barreau de Liège (1829).
- 1829-1830 : membre du Conseil de régence municipale de Liège.
- 1830 : vice-président du Congrès national.
- 15 octobre 1830 - 24 juillet 1831 : procureur général près la Cour d'appel de Liège.
- 24 juillet 1831 - 20 octobre 1832 : Ministre de la Justice.
- 15 novembre 1832 - 8 juin 1839 : Président de la Chambre des représentants.
- 8 juin 1839 - 18 avril 1840 : Ministre de la Justice.
- 1848-1867 : procureur général près la Cour d'appel de Liège.
- 1868: bâtonnier du barreau de Liège.

## Publications
- Quelques événements du temps de Notger
- Coutumes du pays de Liège, t. 1, Bruxelles, Fr. Gobbaerts imprimeur du roi, 1870 (lire en ligne) 1873, tome 2

## Hommages
- Portrait de Jean-Joseph Raikem (1880), par Jean-Mathieu Nisen ;
- Rue Raikem, à Liège;
- Promenade Raikem à Spa.